# هرمانية زوفية الأوراق
هرمانية زوفية الأوراق (الاسم العلمي:Hermannia hyssopifolia) هي نوع من النباتات تتبع جنس الهرمانية من الفصيلة الخلنجية.